# Бараган
Бареган (рум. Câmpia Bărăganului) је степска и пољопривредна равница у југоисточној Румунији која заузима најисточнији део Влашке и Мунтеније, односно источни део влашке низије. На југу и истоку ограничена је Дунавом. Подручје је познато по црноземима богатим хумусом и претежно је подручје узгоја житарица.
Западно од Барегана налазила се влашка гора у којој је изграђен Букурешт.